# Condé (Cuanza Sul)
Condé, também grafado como Konda, é uma vila e comuna angolana que se localiza na província de Cuanza Sul, pertencente ao município de Ebo.